# RKBモーニングパトロール
RKBモーニングパトロール（RKB Morning Patrol）は、RKBラジオで放送されたラジオ番組。同ラジオ局初の朝の本格的情報生ワイド番組であった。
放送時間は、番組開始当初はAM7:30～9:00（後に7:00～9:00）で、番組のオープニング・エンディングテーマ曲は｢The girls with the true blue eyes｣。番組の基本ラインは、後番組の中村もときのおはようRKB、中西一清スタミナラジオに踏襲されている。
番組担当は、井田敏、葉山さつき、入江治美、中村基樹、林田スマほか。
| スタブアイコン | サブスタブ | この項目は、まだ閲覧者の調べものの参照としては役立たない、ラジオ番組に関連した書きかけの項目です。この項目を加筆・訂正などしてくださる協力者を求めています（P:ラジオ/PJ:放送番組）。 |